# Eugeen Zetternam
Eugeen Zetternam, pseudonym  för Jodocus Jozef Diricksens, född den 4 april 1826 i Antwerpen, död där den 10 oktober 1855, var en flamländsk författare.
Zetternam, som var yrkesmålare, idkade vid sidan av sitt arbete skriftställeri med sådan framgång, att han vid sin tidiga bortgång efterlämnade 38 arbeten på prosaberättelsens, dramats (Margareta van Constantinopel, 1846, Modezucht, 1854) och konstkritikens områden samt hade vunnit anseende som en verkligt genialisk berättare för folket. Som hans främsta arbeten betraktas de prisbelönta romanerna Rowna (1845) och Mynheer Luchtervelde (1848) samt det konstkritiska Verhandeling over de nederlandsche schilderschool (1855), vilket belönades med pris av Lukasgillet i Antwerpen.